# Ray Palmer
Eléktron ou Átomo (Atom no original em inglês) é um personagem fictício que aparecem nas histórias em quadrinhos americanas publicadas pela editora DC Comics. Eléktron foi criado pelo editor e co-escrito Julius Schwartz, escritor Gardner Fox e o penciler Gil Kane. Ele foi um dos primeiros super-heróis da Era de Prata dos quadrinhos e estreou na revista Showcase # 34 em (outubro 1961).

## Biografia e História de Publicação
O mais conhecido personagem a usar o nome "Eléktron" foi o físico e professor universitário Dr. Raymond "Ray" Palmer, com aparecimento em 1961. Ele confeccionou um cinto a partir do material duma estrela anã branca, que permitia a ele encolher e ter controle sobre seu peso. Depois ele arranjou uma forma de internalizar seus poderes.
Assim como o Átomo original, depois dos anos 60 ele não apareceu muito em histórias próprias, atuando mais como participante da Liga da Justiça da América.
Super-herói da editora DC, um dos marcos da chamada “Era de Prata” dos gibis americanos. Baseado em um antigo herói dos anos 40. foi o artista Gil Kane que sugeriu o revival do personagem dos anos 40 como um novo “Pequeno Polegar”. A trama: enquanto ainda fazia o curso de Física na Universidade lvy, Ray Palmer (homenagem do editor Julius Schwartz ao editor homônimo de “Amazing Stories”, considerada a primeira revista de ficção científica, lançada em 1926) se dedicava ao estudo e desenvolvimento de um método para miniaturizar objetos. Suas experiências foram um fracasso, até que ele se deparou com um pedaço de uma estrela anã branca que havia caído na Terra (estrelas anãs brancas são, originalmente, maiores do que o nosso Sol, mas foram reduzidas ao tamanho da Terra. Por isso, são muito densas em sua estrutura e têm o mesmo peso que tinham em seu tamanho original).
Palmer transformou o pedaço da estrela numa lente e descobriu que, colocando-a em sua máquina redutora e fazendo passar por ela uma luz ultravioleta, conseguia encolher objetos para qualquer tamanho. Mas esses objetos tornavam-se instáveis e explodiam. Palmer levava sua lente para todo lugar, na esperança de encontrar uma resposta. A solução surgiu quando ele estava numa excursão no campo, com sua namorada Jean Loring e vários estudantes. Todos ficaram presos numa caverna após desabamento e Palmer arriscou a vida para salvar os acompanhantes. Prendeu a lente em estalactites diante de uma abertura por onde passava luz solar, e ficou debaixo dela. Combinado com a água da caverna e a química corporal de Palmer, o raio de luz deixou-o pequeno bastante para sair da caverna, voltar ao tamanho normal e conseguir ajuda para salvar os estudantes. Por algum motivo desconhecido, sua química corporal impediu que ele explodisse, como acontecera com outros objetos. Palmer logo aperfeiçoou os efeitos do raio em seu corpo e reduziu os controles da máquina encolhedora para caber em seu novo capuz, passando a se chamar Eléktron e, usando suas inusitadas habilidades de encolher, ele passou a ajudar à humanidade.
Eléktron consegue encolher para qualquer tamanho, até mesmo menor que o átomo e pode usar toda a massa original de seus 82 quilos. A concentração dessa massa permite que ele dê um potente soco apesar de seu tamanho subatômico. Ele consegue cavalgar num pássaro, como se este fosse um cavalo ficando suficientemente pequeno e leve para montar nos impulsos elétricos de uma linha telefônica. Isso permite ao Eléktron viajar distâncias incríveis no mesmo tempo que se leva para fazer uma ligação telefônica.
Pouco depois de obter seus poderes, Palmer uniu-se à Liga da Justiça. Mais tarde, se casou. Todos os membros da Liga estavam presentes, mas sem os uniformes. Infelizmente, o casamento não deu certo e os dois divorciaram-se. Na tentativa de reatar seu casamento, a ex-esposa de Elektron, Jean Loring, traça um plano em que as pessoas próximas aos heróis corram perigo, e acaba causando as mortes de Sue Dibny, Jack Drake e, aparentemente, o Nuclear original. Elektron descobre tudo e interna sua esposa, abandonando assim sua vida de herói.

## Flashpoint
Na linha do tempo alternativa do evento Flashpoint, o Atomo perdeu uma perna ao envenenamento por radiação e se tornou um oficial de correções em Prisão do Mal, atuando como um controlador de Amazo. Durante a fuga da prisão, o controle do Atomo é puxado por Eel O'Brian e o Onda Térmica que então o forçá a recuperar suas armas. Após o Atomo fazer isso, Onda Térmica esmaga seu crânio com os dedos.

## Os Novos 52
Neste cronograma de Os Novos 52, Ray aparece em Frankenstein: Agente da Sombra como consultor científico do sombra, embora ele parece ter mantido suas habilidades.

## Em outras mídias

### Televisão

#### Animação
- Em The Hour Superman / Aquaman, Ray Palmer apareceu em seus próprios episódios e nos segmentos da Liga da Justiça da América junto com Superman, The Flash, Lanterna Verde, e Gavião Negro. Ele foi dublado por Pat Harrington, Jr., que seria mais bem conhecido de uma década mais tarde por seu papel como Schneider no seriado One Day at a Time.
- Ray também fez aparições ocasionais em The All-New Super Friends Hour horas e Superamigos dublado por Wally Burr.
- Palmer foi mencionado pelo seu nome no episódio da Liga da Justiça "Hereafter", de Vandal Savage. Uma versão futura do Savage menciona que uma versão mais jovem de si mesmo roubou um pedaço de matéria estrela anã de um cientista chamado Ray Palmer. A menção da matéria estrela anã se encaixa com origem da banda desenhada original do Atomo.
- Ray Palmer finalmente apareceu em Liga da Justiça Sem Limites dublado por John C. McGinley. Ele aparece pela primeira vez em "The Return" para ajudar Lex Luthor a defender-se contra Amazo pela construção de uma nanotecnologia -disabling laser que iria desativar Amazo. Quando ele falhar, Elektron encolhe-se e Lex Luthor apenas o segue a Amazo Em "Coração das Trevas" (escrito por Warren Ellis ), Atomo ajuda a Liga da Justiça a desativar uma gosma cinzenta -como arma alienígena conhecida como o Coração das Trevas, que utiliza a nanotecnologia para replicar as suas forças. Ele consegue desativá-lo, o que também desactivada suas forças. A Aparência vocalizada no final de Atom foi em "Clash", quando ele examinou um dispositivo construído por Lex Luthor que Superman tinha confundido com uma bomba. Em "Panic in the Sky," Atom foi mostrado em sua pequena forma inconsciente antes de a luta de Supergirl com Galatea.
- Ray Palmer aparece em um episódio deBatman: The Brave and the Bold intitulado "Sword of the Atom!" dublado por Peter Scolari. No episódio, é revelado que Ray tinha sido o Atomo original e mentor de Ryan Choi, mas que ele tinha finalmente se aposentado e mudou-se para a Amazônia. Lá, ele encontrou o Morlaidiano e a Princesa Laethwyn. Após a parceria com Batman, Ryan e Aquaman para derrotam um traidor e o chanceler xenofóbico Deraegis, Ray escolhe ficar na Amazônia como amante de Laethwyn.
- Ray Palmer aparece em Justiça Jovem dublado por Jason Marsden. Ele é mencionado pela primeira vez no episódio "Agendas", onde ele é considerado ser membro da Liga da Justiça. No episódio "Os Suspeitos", Ray torna-se membro da Liga da Justiça. No episódio "Auld Acquintance", Ray é mostrado como um dos membors da liga infectados pela tecnologia de Starro de Vandal Savage, até el ser curado por Miss Marte. No episódio "Feliz Ano Novo", Bumblebee menciona que ela tem uma designação do laboratório com o Dr. Palmer e tem a adiar um encontro com Mal Duncan. Em "True Colors", Atom e Bumblebee tentam uma micro-cirurgia para obter o Scarab fora de Jaime Reyes só para eles são extraído quando o Bezouro Azul começa a produzir anticorpos para combatê-los.
- Jason Marsden reprisa seu papel do Elektron no DC Nation Short intitulado "Sword of the Atom".

#### Live-Action
- O Elektron apareceu em "The Roast", o segundo de dois especiais de TV live-action de 1979 que foi ao ar sob o título guarda-chuva Legends of the Superheroes. Em "The Roast", Elektron (interpretado por Alfie Wise) está noivo da vilã Giganta (interpretada pela atriz A'leshia Brevard).
- Eletron apareceu no live action piloto da série de TV de 1997 Justice League of America interpretado por John Kassir.

##### Universo Arrow
- Brandon Routh retrata o Dr. Raymond "Ray" Palmer / Elektron em no Universo Arrow da CW.
  - Ray aparece pela primeira vez na 3ª temporada de Arrow. Ray é um cientista e o CEO da Palmer Technologies cuja noiva, Anna Loring, foi assassinada pelos soldados de mirakuru de Slade Wilson (que tem lugar durante a segunda temporada) e jura que nunca deixara qualquer coisa como o ataque de Slade aconteça novamente. Para conseguir isso, ele dedica todos os seus recursos para a construção de um terno de alta tecnologia de armadura com o poder de voar, adquirindo os recursos de vários empresários e compra as Consolidações Queen, agora em falência devido a associações de Isabel Rochev com Slade, e re-marcado com a Palmer Technologies. Ele também deseja ter Starling City renomeada para Star City. Ele contrata Felicity Smoak para trabalhar para ele e torna-se romanticamente atraído por ela. Ele finalmente começa a sair com ela, com muito ciúme a Oliver Queen. Depois de ter sucesso na construção de seu terno, o arqueiro aparentemente começa a matar pessoas de novo, mas é realmente Maseo Yamashiro enquadrando Oliver em nome de Ra's al Ghul. Ray utiliza a capacidade de seu terno de visão de raio-x para descobrir a identidade do Arrow como Oliver Queen e, depois de saber da afeição de Felicity em direção a Oliver, Ray fica com ciúmes e tenta derrotá-lo. No entanto, Oliver derrota Ray e diz a Ray para confiar Felicity, e Ray aceita que Oliver está sendo incriminado. Quando Maseo tenta matar Felicity, Ray a salva, mas ao custo de ser baleado no próprio peito. Ele é capaz de sobreviver por secretamente usando um novo micro-tecnologia para curar a si mesmo e, depois de perceber que Felicity é realmente apaixonada por Oliver, os dois têm uma separação e decidem retomar a ser amigos. No final da temporada, Ray ajudao Time do Arqueiro em sua tentativa de parar Ra's de destruir Starling City, com uma arma biológica e consegue dispersar o antídoto, salvando centenas de vidas. No final do episódio, Ray trabalha em uma nova tecnologia para dar seu terno a capacidade de se miniaturalizar (encolher), mas é aparentemente morto em uma explosão que destrói todo o andar superior. Mas é revelado na quarta temporada que Ray sobreviveu. O personagem aparece também em The Flash, no episódio "All-Star Team-Up".
  - Routh reprisa seu papel como Ray no spin-off DC's Legends of Tomorrow. Como evidenciado pelo trailer, Elektron agora tem a capacidade de reduzir como ele faz nos quadrinhos.

#### Filmes
- Ray Palmer apareceu em Liga da Justiça: A Nova Fronteira, dublado por Corey Burton que não foi creditado para este papel. Ele forneceu sua tecnologia de encolher, o que faz o que quer que tenta encolher explodir, para destruir a criatura conhecida como "O Centro".
- Uma versão do universo alternativo de Ray Palmer aparece em Liga da Justiça: Deuses e Monstros dublado por Dee Bradley Baker. Ele aparece como um cientista que era uma parte do projeto de Lex Luthor de um programa de contingência de armas que seriam usadas para destruir a Liga da Justiça, se necessário. Ray foi visto pela primeira vez dirigindo para casa com cavalos encolhidos, como resultado de seus experimentos com a miniaturização molecular. Ele foi emboscado durante a sua viagem e morto por um homem de metal destinado a enquadrar a Mulher Maravilha.